# Epitonium tosaense
Epitonium tosaense is een slakkensoort uit de familie van de Epitoniidae. De wetenschappelijke naam van de soort is voor het eerst geldig gepubliceerd in 1962 door Azuma.